# Kunklerina
Kunklerina es un género de foraminífero bentónico de la familia Kunklerinidae, de la superfamilia Hormosinoidea, del suborden Hormosinina y del orden Lituolida. Su especie tipo es Reophax kunklerensis. Su rango cronoestratigráfico abarca desde el Carbonífero hasta el Cisuraliense (Pérmico inferior).

## Discusión
Clasificaciones previas incluían Kunklerina en la subfamilia Reophacinae de la familia Hormosinidae, así como en el suborden Textulariina del orden Textulariida o en el orden Lituolida sin diferenciar el suborden Hormosinina.

## Clasificación
Kunklerina incluye a las siguientes especies:
- Kunklerina aspera †
- Kunklerina belfordi †
- Kunklerina glenensis †
- Kunklerina kunklerensis †
- Kunklerina medonaldi †
- Kunklerina minutissima †
- Kunklerina northvilwensis †
- Kunklerina subaspera †
- Kunklerina texana †
- Kunklerina tumidula †